# ویولتا سیکلی
ویولتا سیکلی (انگلیسی: Violeta Szekely؛ زادهٔ ۲۶ مارس ۱۹۶۵) دونده دو نیمه‌استقامت اهل رومانی است.